# Rekapitulacija 1980–1984
Rekapitulacija 1980–1984 je kompilacijski album skupine Laibach. Izšel je leta 1985 kot dvojna LP plošča. Ponovno je izšel na zgoščenki leta 1987 in 2002.

## Ozadje
Januarja 1984 je skupina Laibach sklenila pogodbo z neodvisno glasbeno založbo Walter Ulbricht Schallfolien iz Hamburga, pri kateri je izdala kompilacijo Rekapitulacija 1980–1984. Album je izšel 9. maja 1985 in je prva izdaja skupine, ki je izšla v tujini. Skladba »Ti, ki izzivaš« vsebuje odlomke iz soundtracka filma Psycho iz leta 1960.

## Napis na ovitku
Prešla bo sodba veka in naših dni stremljenje in narod vstal bo slaven v mogočno pomlajenje!

## Seznam skladb
| Reskripcija (Reskription) | Reskripcija (Reskription)                 | Reskripcija (Reskription) |
| Št.                       | Naslov                                    | Dolžina                   |
| ------------------------- | ----------------------------------------- | ------------------------- |
| 1.                        | „Cari amici (Cari amici)‟                 | 2:06                      |
| 2.                        | „Zmagoslavje volje (Triumph des Willens)‟ | 4:49                      |
| 3.                        | „Jaruzelsky (Jaruzelski)‟                 | 4:49                      |
| 4.                        | „Smrt za smrt (Tod für Tod)‟              | 2:17                      |

| Resekcija (Resektion) | Resekcija (Resektion)                | Resekcija (Resektion) |
| Št.                   | Naslov                               | Dolžina               |
| --------------------- | ------------------------------------ | --------------------- |
| 1.                    | „Sila (Macht)‟                       | 4:02                  |
| 2.                    | „Dokumenti (Dokumente)‟              | 4:25                  |
| 3.                    | „Sredi bojev (Inmitten von Kämpfen)‟ | 7:53                  |

| Restavracija (Restauration) | Restavracija (Restauration)                       | Restavracija (Restauration) |
| Št.                         | Naslov                                            | Dolžina                     |
| --------------------------- | ------------------------------------------------- | --------------------------- |
| 1.                          | „Panorama 14 (Panorama 14)‟                       | 0:52                        |
| 2.                          | „Mi kujemo bodočnost (Wir schmieden die Zukunft)‟ | 4:45                        |
| 3.                          | „Brat moj (Bruder mein)‟                          | 6:02                        |
| 4.                          | „Slovenska žena (Slowenische Frau)‟               | 4:04                        |

| Resolucija (Resolution) | Resolucija (Resolution)                      | Resolucija (Resolution) |
| Št.                     | Naslov                                       | Dolžina                 |
| ----------------------- | -------------------------------------------- | ----------------------- |
| 1.                      | „Boji (Kämpfe)‟                              | 8:09                    |
| 2.                      | „Ti, ki izzivaš (Du, der Du herausforderst)‟ | 6:07                    |
| 3.                      | „Perspektive (Perspektiven)‟                 | 4:40                    |
| 4.                      | „Mars (Mars)‟                                | 0:23                    |